# Learchis poica
Learchis poica är en snäckart som beskrevs av Ev. Marcus och Er. Marcus 1960. Learchis poica ingår i släktet Learchis och familjen Facelinidae. Inga underarter finns listade i Catalogue of Life.